# خوشاك زكاريان

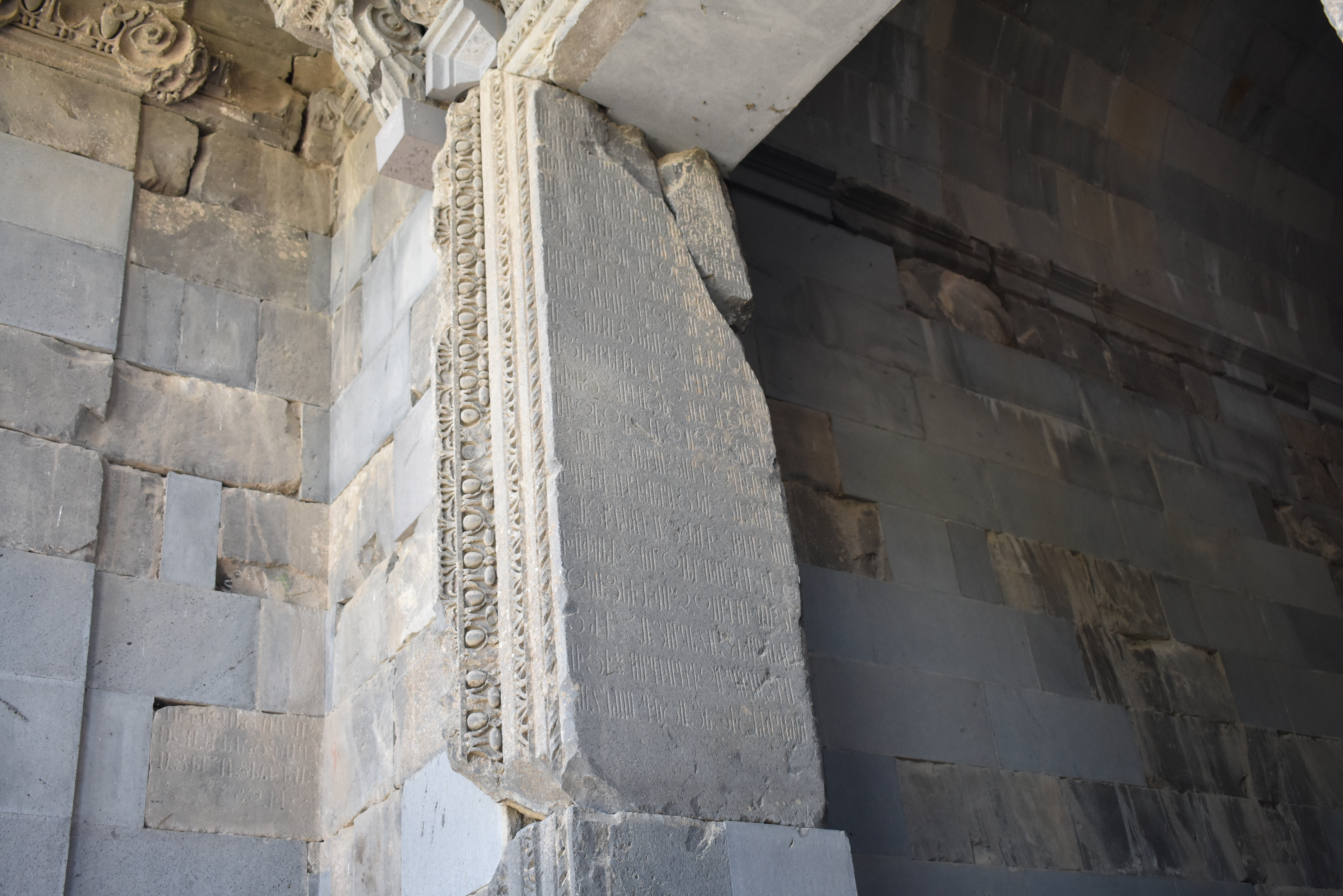
النقش الذي تركه خوشاك في معبد جارني في عام 1291.

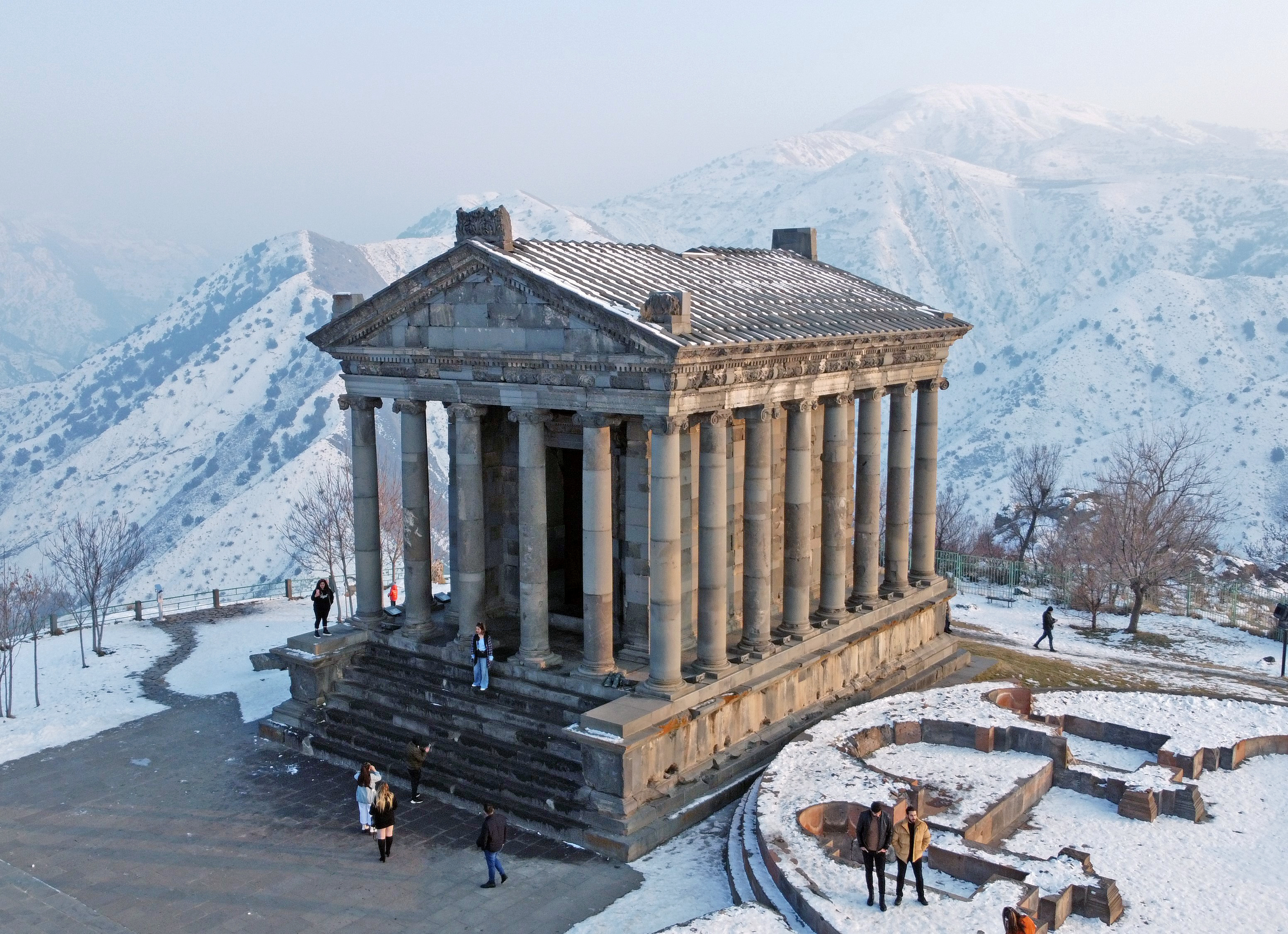
معبد غارني في عام 2021

خوشاك زكريان (الأرمنية: Խոսրովակ Զաքարյան)، والمعروفة أيضًا باسم خواشاك أو خفاشك (وُلدت حوالي عام 1235 وتُوفيت بعد عام 1299)، كانت عضوًا أنثى في السلالة الزكاريدية [الإنجليزية] في أرمينيا في القرن الرابع عشر الميلادي. كانت ابنة أفاج زاكاريان، أمير مهم، ورئيس شرطة [الإنجليزية] جورجيا ، وغفانتسا، وهي امرأة نبيلة أصبحت فيما بعد ملكة جورجيا. كانت حفيدة إيفان الأول زاكاريان [الإنجليزية] (قائد القوات الجورجية الأرمنية في أوائل القرن الثالث عشر).
بعد وفاة والدها، وُضعَت تحت حماية سادون آرتسروني [الإنجليزية]، الأتابك القوي (الحاكم العام) لجورجيا، الذي عمل كحاجب لها.
تزوج خوشكا من شمس الدين الجويني، رجل دولة فارسي وعضو في عائلة الجويني في عام 1269. كان شخصية مؤثرة في السياسة الإيلخانية المبكرة، حيث عمل كوزير وصاحب ديوان (وَزير المالية [الإنجليزية]) تحت حكم أربعة من الإيلخانات المغول: هولاكو، وأباقا، وتكودر، وأرغون خان. كان أقوى مسؤول في الإلخانات. ربما كان خوشاك يبحث عن ضامن قوي في شخص شمس الدين الجويني، حيث اُستعبدَت من ميراث والدها بعد زواج والدتها غفانتسا من ملك جورجيا ديفيد السابع [الإنجليزية].
توفي ابنها أتابك في عام 1289، وورث زكاري ممتلكات والديه.